# Pèlerins de Saint-Michel
Les Pèlerins de Saint-Michel (ou Bérets-blancs) est une association d'extrême droite de laïcs catholiques originaire du Québec. 
Son but est le développement d’un monde plus chrétien par la diffusion et l’application de l’enseignement de l’Église catholique romaine et ce, dans tous les domaines. 
Les membres se distinguent par le port d'un béret blanc.

## Histoire

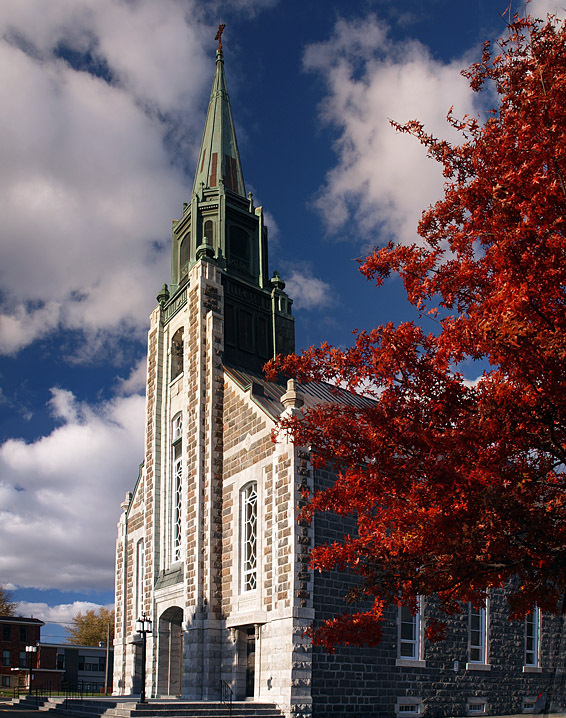
Église St-Michel - 965 rue Principale à Rougemont

L'association est fondée au Québec en 1939 par Louis Even et Gilberte Côté-Mercier. À ses débuts, on estimait le nombre d'adhérents de 20 000 à 30 000 personnes. En 2000, ils ne sont plus qu'environ 2 000.
Son siège social est situé à Rougemont, Québec, où s'est établie une communauté de Bérets-blancs en 1962. En 2014, il ne restait que 25 pèlerins de Saint-Michel à Rougemont.
Depuis sa création, l'association s'est internationalisée en adoptant une forme juridique adéquate selon son implantation locale (association personnalisée pour le Québec). Elle se développe surtout en Pologne et en Afrique.

## Idéologie
Selon certaines analyses, l'idéologie fondatrice des Pèlerins de Saint-Michel est d'extrême droite bien qu'ils se réclament clairement d'une économie basée sur la copropriété des moyens de production (p.12) ce qui les rapproche des partisans du collectivisme. Ils sont classés par Martin Geoffroy et Jean-Guy Vaillancourt parmi les« intégristes non schismatiques québécois ». Ils ont également été taxés d'antisémitisme à l'occasion de certaines de leurs prises de position,.
Les Bérets-blanc sont opposés au pouvoir des banques, qu'ils considèrent comme l'incarnation de Satan. Ils considèrent aussi que la mondialisation crée la dictature de la finance et que les peuples doivent se libérer du pouvoir de l'argent. Les Bérets-blancs voient aussi la télévision comme l'incarnation de Satan et interdisent à leurs membres de la regarder. Parfois, des Bérets-blancs font des tirs de télés dans les champs.
Sur le plan politique, les Bérets-blancs ont soutenu le Parti Crédit social du Canada (et le Ralliement créditiste) de Réal Caouette et le Ralliement créditiste du Québec de Camil Samson dans les années 1960 et les années 1970. À la suite de l'échec électoral de ces partis, les Bérets-blancs ont maintenant « très peu confiance en la politique pour changer les structures, car les politiciens sont de vraies marionnettes… Ils sont obligés de suivre sinon ils se font discréditer. Ils ne peuvent s’opposer, car ils mettent en péril leur vie et leur carrière. »
Pour Louis O'Neill, les bérets blancs étaient un groupuscule, type « poujadisme à la québécoise, une sorte de secte. »

## Relations avec le clergé catholique
Les Pèlerins de Saint-Michel se réclament du catholicisme romain. Le Vatican n'a pas renié les Pèlerins de Saint-Michel et vice-versa. En 1989, Gilberte Coté-Mercier avait reçu un certificat du pape pour ses 50 ans de loyaux services au Saint-Siège. Cependant, si les Pèlerins de Saint-Michel ne sont pas hostiles envers le Vatican, ils sont toutefois agacés par le concile de Vatican II  qu'ils trouvent trop permissif.
Cependant, les Pèlerins de Saint-Michel ne s'entendent pas avec le clergé québécois et ces deux groupes s'ignorent mutuellement. Le clergé québécois, reconnu comme un des plus progressistes au monde, qualifie le message des Béret-blancs d'extrême droite.

## Publications
Les Pèlerins de Saint-Michel publient un journal : Vers demain ; appelé ainsi parce que les Bérets-blancs veulent « bâtir un demain meilleur qu’aujourd’hui ». Cinq éditions de ce journal sont publiées chaque année. En 2000, ce journal était distribué à environ 75 000 abonnés et constituait la principale source de revenus de l'association. La version française de Vers demain est publiée depuis 1939 alors que la version anglaise est publiée depuis 1953, la version polonaise depuis 1999 et la version espagnole depuis 2003.
Les Pèlerins de Saint-Michel distribuent aussi des tracts de 4 pages offerts gratuitement. Trente Millions de ceux-ci sont distribués annuellement sur 8 continents et sont traduits dans 8 langues.